# Seznam državnih in javnih praznikov Indije
Indija, ki je kulturno raznolika družba, slavi veliko različnih praznikov največkrat v obliki festivalov. Obstajajo trije državni prazniki Indije: Dan indijske neodvisnosti 15. avgusta, Rojstni dan Mahatme Gandija 2. oktobra, in Dan republike  26. januarja. Indijske zvezne države praznujejo svoje praznike ali lokalne festivale glede na prevladujočo religijo ali jezikovno skupnost. Množični religiozni festivali vključujejo tudi praznovanja Sikh-ov kot je Guru Nanak Jayanti in Vaisakhi; Hindujska praznovanja kot so Makar Sankranti, Maha Shivratri, Janmashtami, Saraswati  Puja, Diwali,Ganesh Chaturthi, Holi, Durga Puja, Dussehra; islamske praznike in festivale kot je Eid ul-Fitr, Eid al-Adha, Milad un-Nabi, Muharram ter krščanska praznovanja kot je  Božič ter dneve praznavanja kot je  Veliki petek, ki se praznujejo in upoštevajo po celotni Indiji.
Kot rečeno se nekateri prazniki iz indijskega koledarja praznikov praznujejo ali upoštevajo le s strani določenih sekt kot npr.: Dan Ašure, (10. dan Muharrama), ki se praznuje kot Muharram, in ga praznuje le več islamskih sekt. Poleg tega so tudi Sikhovski prazniki kot je Guru Nanak Gurpurab, krščanska praznovanja kot je Božič, Veliki petek in praznovanja Jainov npr.: Mahavir Jayanti, Paryushan, kateri se slavijo le na določenem območju, kjer te religiozne skupnosti živijo v znatnem številu. Letni prazniki so splošno spoštovani s strani države in loklanih vlad, vendar ti lahko določene praznike dodajo na koledar ali jih odvzamejo, pač glede na lokalne običaje. 

## Državni prazniki
Državni prazniki se obvezno praznujejo v vseh zveznih državah in teritorijih unije.
Indija ima tri  državne praznike.
Ti so:
| Datum      | Ime                  | Obeleževanje                               |
| ---------- | -------------------- | ------------------------------------------ |
| 26. januar | Dan Republike        | Sprejem Ustave Indije (1950)               |
| 15. avgust | Dan neodvisnosti     | Neodvisnost od Britanskega imperija (1947) |
| 2. oktober | Rojstni dan Gandhija | Obletnica rojstva Mahatme Gandhija         |

## Hindujski prazniki
Hindujci praznujejo številne praznike čez vso leto. Hindujski prazniki ali festivali imajo enega ali več verskih in mitoloških pomenov ali letnega časa. V okviru Indije se spoštovanje praznikov, uporabljeni in povezani simbolizmi razlikujejo od regije do regije. Seznam bolj priljubljenih praznovanj je naslednji:-

For dates see: 
| Praznik                                             | Se praznuje v |
| --------------------------------------------------- | --- |
| Bhogi/Lohri                                         | Andra Pradeš, Telangana, Tamil Nadu, Maharaštra (kot Bhogi), Pandžab (kot Lohri) |
| Makar Sankranti/Pongal/Maghi/Magh Bihu              | Andaman & Nicobar, Arunačal Pradeš, Asam (kot Magh Bihu), Gudžarat (kot Uttarayan), Karnataka, Orissa, Uttar Pradeš, Maharaštra, Andra Pradeš, Telangana, Bihar, Zahodna Bengalija (kot Makar Sankranti), Pondicherry, Tamil Nadu (kot Pongal), Pandžab, Harjana, Himačal Pradeš (kot Maghi), Radžastan (kot Makar Sankranti). |
| Thiruvalluvar Day                                   | Pondicherry, Tamil Nadu |
| Vishu                                               | Kerala, Tamil Nadu |
| Uzhavar Thirunal (Dan kmetov)                       | Tamil Nadu |
| Vasant Panchami (Aka, Saraswati Puja)               | Orissa, Tripura, Zahodna Bengalija, Bihar, Utar Pradeš, Maharaštra |
| Ratha Saptami                                       | Maharaštra, Goa, Andra Pradeš, Telangana, Karnataka |
| Maha Shivaratri                                     | Andra Pradeš, Asam, Čandigar, Bihar, Chhattisgarh, Gudžarat, Harjana, Himačal Pradeš, Jammu & Kašmir, Karnataka, Kerala, Madja Pradeš, Maharaštra, Manipur, Orisa, Radžastan, Uttarakhand, Utar Pradeš, Telangana, Tamil Nadu, Zahodna Bengalija |
| Holi (Aka, Dol)                                     | vse indijske zvezne države in teritoriji razen Kerala, Nagaland, Mizoram, Goa, Pondicherry, Tamil Nadu |
| Gudi Padwa/Ugadi/Puthandu                           | Maharaštra, Goa, Andra Pradeš, Telangana, Karnataka, Pondicherry, Tamil Nadu |
| Ram Navami                                          | Maharaštra, Karnataka, Kerala, Andra Pradeš, Asam, Bihar, Čandigar, Delhi, Gudžarat, Harjana, Himačal Pradeš, Jammu & Kašmir, Madja Pradeš, Orisa, Pandžab, Radžastan, Tamil Nadu, Telangana, Uttarakhand, Utar Pradeš, Zahodna Bengalija |
| Hanuman Jayanti                                     | Maharaštra, Orisa, Karnataka, Utar Pradeš (kot Bada Mangal), Andra Pradeš in Telangana. |
| Akshaya Tritiya/Maharishi Parashurama Jayanti       | Maharaštra, Goa, Andra Pradeš, Karnataka, Kerala, Telangana, Tamil Nadu, Utar Pradeš |
| Rath Jatra                                          | Orisa, Gudžarat |
| Nag Panchami ali Guga-Navami                        | vse indijske zvezne države in teritoriji razen Goa |
| Raksha Bandhan (Aka, Rákhi Púrńimá)                 | Andra Pradeš, Gudžarat, Madja Pradeš, Zahodna Bengalija, Radžastan, Uttarakhand, Utar Pradeš, Jharkhand, Bihar, Harjana, Orisa, Pandžab, Maharaštra, Telangana. |
| Krišna Janmashtami                                  | Andra Pradeš, Asam, Bihar, Čandigar, Delhi, Gudžarat, Harjana, Himačal Pradeš, Jammu & Kašmir, Karnataka, Kerala, Madja Pradeš, Orisa, Pandžab, Radžastan, Tamil Nadu, Uttarakhand, Utar Pradeš, Maharaštra, Telangana, Zahodna Bengalija |
| Ganesh Chaturthi                                    | Andra Pradeš, Goa, Gudžarat, Madja Pradeš, Maharaštra, Telangana, Orisa, Pondicherry, Tamil Nadu, Karnataka, Radžastan, Chhattisgarh |
| Onam                                                | Kerala, Pondicherry |
| Raja Parba                                          | Orisa |
| Mahalaya                                            | Karnataka, Zahodna Bengalija, Asam, Orisa |
| Dussehra (Aka, Durgá Pujá)                          | vse indijske zvezne države dvodnevni praznik v Andra Pradešu, v glavnem v Telangani (po Bathukamma), Bihar, Kerala, Nagaland, Sikim, Tamil Nadu, Maharaštra, Karnataka, Uttarakhand in Utar Pradeš 3 dnevno praznovanje v Orisi, Asamu, Madža Pradešu, Meghalaya, Tamil Nadu, in Tripura 6 dnevno praznovanje v Zahodni Bengaliji 11-dnevno praznovanje Bhashani Utchhav v Orisi |
| Kumara Purnima (aka Kojaagari Pornima)              | Maharaštra (kot Kojaagari Pornima), Madža Pradeš, Odisha, Radžastan, Utar Pradeš, Chhattisgarh, Zahodna Bengalija. |
| Diwali (Aka, Káli Puja, Deepavali and Diipávali)    | vse indijske zvezne države in teritoriji se praznuje 2 dni v Asamu, Zahodni Bengaliji, Karnataki, Orisi, se praznuje 5 dni v Gudžaratu, Madža Pradešu, Radžastanu, Uttarakhandu in Utar Pradešu se praznuje 6 dni v Maharaštri \| Vasu Baras (aka Govatsa Dwadashi) \| Maharaštra \| \| Dhan Teras (aka Dhan Trayodashi) \| Maharaštra, Gudžarat, Utar Pradeš \| \| Naraka Chaturdashi \| vse indijske zvezne države \| \| Lakshmi Puja \| Utar Pradeš, Maharaštra, Orisa, Asam, Madža Pradeš, Meghalaya, Zahodna Bengalija in Tripura \| \| Goverdhan Pooja \| vse indijske zvezne države \| \| Bhai Duj (Aka, Bhau-beej, Yama Dwitiya, Bhai Phota) \| Maharaštra, Goa, Uttarakhand, Utar Pradeš, Zahodna Bengalija, Madža Pradeš, Bihar. \| |
| Devotthan Ekadashi                                  | Uttarakhand, Utar Pradeš, Bihar in nekateri deli v Radžastanu in Madža Pradešu |
| Hartalika Teej                                      | Maharaštra, Bihar, Madža Pradeš, Radžastan, Utar Pradeš |
| Jagaddhatri Puja                                    | Zahodna Bengalija |
| Vishwakarma Puja                                    | Orisa, Zahodna Bengalija, Bihar |
| Nuakhai                                             | Orisa |
| Chhath Puja                                         | Bihar, Jharkhand, Utar Pradeš |
| Bathukamma                                          | Telangana |
| Bonalu                                              | Telangana |
| Vasu Baras (aka Govatsa Dwadashi)                   | Maharaštra |
| Dhan Teras (aka Dhan Trayodashi)                    | Maharaštra, Gudžarat, Utar Pradeš |
| Naraka Chaturdashi                                  | vse indijske zvezne države |
| Lakshmi Puja                                        | Utar Pradeš, Maharaštra, Orisa, Asam, Madža Pradeš, Meghalaya, Zahodna Bengalija in Tripura |
| Goverdhan Pooja                                     | vse indijske zvezne države |
| Bhai Duj (Aka, Bhau-beej, Yama Dwitiya, Bhai Phota) | Maharaštra, Goa, Uttarakhand, Utar Pradeš, Zahodna Bengalija, Madža Pradeš, Bihar. |

## Islamski prazniki
| Praznik                                                 | Se praznuje v |
| ------------------------------------------------------- | --- |
| Dan Ašure 10. Muharram. Smrt imama Hussaina ibn Ali     | vse indijske zvezne države in teritoriji. |
| Eid Milad-un-Nabi Rojstni dan Preroka Mohameda          | Vse indijske zvezne države in teritoriji. |
| Rojstni dan Alija ibn Abi Taliba Terah Rajab Hazrat Ali | Utar Pradeš in Bihar |
| Shab-e-Barat Mid-Sha'ban                                | Jammu in Kašmir, Harjana, Delhi, Utar Pradeš, Uttarakhand, Bihar, Jharkhand, Zahodna Bengalija, Asam, Tripura, Madža Pradeš, Chhattisgarh, Radžastan, Gudžarat, Maharaštra, Andra Pradeš, Karnataka, Tamil Nadu |
| Jumat-ul-Wida Alvida Zadnji petek Ramadana              | Jammu & Kašmir, Uttarakhand, Utar Pradeš, Andra Pradeš |
| Eid ul-Fitr Eid/Ramazan Id Konec Ramadana               | vse indijske zvezne države in teritoriji |
| Eid e Ghadeer Eid/Eid e Ghadeer 18. dan Dhu al-Hijjah   | Telangana |
| Eid al-Adha Bakr-Id Post in Žrtvovanje                  | vse indijske zvezne države in teritoriji |

## Krščanski prazniki
| Datum        | Praznik                         | Se praznuje v |
| ------------ | ------------------------------- | --- |
|              | Veliki četrtek                  | Kerala |
|              | Veliki petek                    | Vse indijske zvezne države in teritoriji razen Čatisgarh                                                                                   |
|              | Velika noč                      | Vse indijske zvezne države in teritoriji razen Čatisgarh, Gudžarat, Harjana, Himačal Pradeš, Džamu & Kašmir, Pandžab, Radžastan in Tripura |
| 3. julij     | Praznik Sv. Tomaža Apostola     | Kerala |
| 8. september | Praznik Blažene Device Marije   | Tamil Nadu, Goa, Kerala, Karnataka |
| 3. december  | Praznik Sv. Frančiška Ksaverija | Goa |
| 25. december | Božični dan                     | Vse indijske zvezne države in teritoriji                                                                                                   |
| 26. december | Boxing Day                      | Telangana |